# Демократи за силна България
Демократи за силна България (ДСБ) е националноконсервативна политическа партия в България. Тя е създадена през 2004 г. от група, отделила се от Съюза на демократичните сили (СДС).
Девизът на партията е „За силна България в Обединена Европа“. Символ на партията е изображението на пламтящ факел, издигнат от дясна ръка на тъмносин фон.

## История
Иван Костов подава оставка като лидер на Съюза на демократичните сили (СДС) след болезнена загуба на парламентарните избори през юни 2001 г. от Симеон Сакскобургготски и неговото новосъздадено Национално движение „Симеон Втори“. Управлението на ОДС понася тежки обвинения за нарасналата корупция и увеличена безработица, след проведените мащабни икономически реформи по време на четиригодишния си мандат.
С времето, 29 от 51-те депутати на ОДС, включително и Костов, изразяват недоволство от политиката, водена от новия лидер Надежда Михайлова, бивш министър на външните работи в правителството на Костов. След поредната загуба на ОДС на местните избори през 2003 г., и след отказа на Михайлова да поеме отговорността за това и да подаде оставка, групата от 29-те около Костов обявяват решението си да се отделят в отделна парламентарна група и по-късно, на 30 май 2004 г. създават нова политическа сила – ДСБ.
От март 2006 г. ДСБ е приета за асоцииран член на Европейската народна партия (ЕНП) до присъединяването на България към Европейския съюз на 1 януари 2007 г., когато асоциираното членство автоматично е заменено с действително.
В началото на 2009 г. ДСБ сключва съюз със СДС и двете партии стават основа на Синята коалиция. През 2013 г. е една от партиите, които учредяват Реформаторския блок, като партията е част от новото управление на страната след изборите от 5 октомври 2014 г. ДСБ минава в опозиция през декември 2015 г., след отказа за реформи в съдебната система, а в края на 2016 г. партията окончателно напуска Реформаторския блок.
От 2018 г. ДСБ е част от обединението „Демократична България“.

## Лидери
- Иван Костов (2004 – 2013)
- Радан Кънев (2013 – 2017)
- Атанас Атанасов (2017 – понастоящем)

## Позиции по въпроси

### Енергетика
ДСБ е против изграждането на АЕЦ „Белене“ и газпровода „Южен поток“.

### Външна политика
Подкрепя членството на България в ЕС и НАТО. Не одобрява действията на Руската федерация в Крим и Източна Украйна.

## Парламентарна дейност
На 10 май 2006 г. Иван Костов и група народни представители внасят „Законопроект за достъп и използване на документите на Държавна сигурност и Разузнавателните служби на Българската народна армия“. Основна цел на проекта е разкриването на истината, свързана с дейността на тайните служби на комунистическия режим, което е и политически критерий за демократичност във всяка една правова държава. Партията е извънпарламентарна след проведените избори за Народно събрание на 12 май 2013 г., на които получава 2,9% от подадените гласове или 1,48% от имащите право на глас.

## Участия в избори

### Парламентарни избори (25 юни 2005 г.)
При първото си участие в Парламентарни избори в България 2005 ДСБ влиза в парламента, като спечелва 17 депутатски места и заема шесто място сред седемте парламентарни партии.
| Партия/коалиция                    | Гласове   | Гласове     | Процент | Процент | Депутати | Депутати |
| Коалиция за България               | 1 129 196 | + 345 824   | 31,0%   | + 13,8% | 82       | + 34     |
| Национално движение „Симеон Втори“ | 725 314   | - 1 119 441 | 19,9%   | - 19,8% | 53       | - 67     |
| Новото време                       | 107 758   | - 1 119 441 | 3,0%    | - 19,8% | -        | - 67     |
| Движение за права и свободи        | 467 400   | + 127 005   | 12,8%   | + 5,3%  | 34       | + 13     |
| Коалиция „Атака“                   | 296 848   | + 296 848   | 8,2%    | + 8,2%  | 21       | + 21     |
| Обединени демократични сили        | 280 323   | - 291 886   | 7,7%    | + 1,2%  | 20       | - 1      |
| Демократи за силна България        | 234 788   | - 291 886   | 6,5%    | + 1,2%  | 17       | - 1      |
| Български народен съюз             | 189 268   | - 291 886   | 5,2%    | + 1,2%  | 13       | - 1      |

| София (23 МИР)        | 17,88% |
| София (24 МИР)        | 17,16% |
| София (25 МИР)        | 12,06% |
| Пловдив               | 8,58%  |
| Област Смолян         | 6,90%  |
| Извън България        | 6,68%  |
| Област Габрово        | 6,14%  |
| Област Перник         | 6,13%  |
| Област Варна          | 6,01%  |
| Област Ловеч          | 5,91%  |
| Област Стара Загора   | 5,90%  |
| Област Кюстендил      | 5,76%  |
| Област Русе           | 5,72%  |
| Област Велико Търново | 5,40%  |
| Област Благоевград    | 5,37%  |
| Област София          | 5,06%  |
| Област Плевен         | 4,58%  |
| Област Бургас         | 4,58%  |
| Област Пазарджик      | 4,47%  |
| Област Видин          | 4,33%  |
| Област Добрич         | 4,00%  |
| Област Сливен         | 3,99%  |
| Област Враца          | 3,92%  |
| Област Пловдив*       | 3,85%  |
| Област Хасково        | 3,48%  |
| Област Ямбол          | 3,44%  |
| Област Монтана        | 3,33%  |
| Област Търговище      | 3,30%  |
| Област Шумен          | 2,47%  |
| Област Разград        | 1,80%  |
| Област Силистра       | 1,79%  |
| Област Кърджали       | 1,13%  |

| София (23 МИР)        | 36 536 |
| София (24 МИР)        | 29 869 |
| София (25 МИР)        | 20 693 |
| Пловдив               | 14 105 |
| Област Варна          | 13 130 |
| Област Стара Загора   | 9435   |
| Област Бургас         | 8683   |
| Област Благоевград    | 7393   |
| Област Велико Търново | 7247   |
| Област Русе           | 7050   |
| Област Плевен         | 6470   |
| Област Пловдив*       | 6027   |
| Област София          | 5607   |
| Област Пазарджик      | 5560   |
| Извън България        | 5026   |
| Област Ловеч          | 4538   |
| Област Хасково        | 4452   |
| Област Смолян         | 4097   |
| Област Габрово        | 4025   |
| Област Добрич         | 4002   |
| Област Перник         | 3839   |
| Област Кюстендил      | 3762   |
| Област Враца          | 3685   |
| Област Сливен         | 3363   |
| Област Видин          | 2594   |
| Област Търговище      | 2493   |
| Област Шумен          | 2468   |
| Област Монтана        | 2461   |
| Област Ямбол          | 2324   |
| Област Разград        | 1430   |
| Област Силистра       | 1360   |
| Област Кърджали       | 1064   |

### Частични местни избори (29 октомври 2005 г.)
Кандидатът на ДСБ за кмет на София, бившият финансов министър и управител на Българска народна банка Светослав Гаврийски, стига до трето място на първия тур, като получава 60 182 гласа (16,8%).

### Избори за президент (22 октомври 2006 г.)
На проведените Президентски избори в България през 2006 г., ДСБ и други десни партии издигат кандидатурата на Неделчо Беронов, която отпада на първия тур. След тежката загуба, през ноември същата година, депутатът Димитър Абаджиев и ръководителите на общинските организации в Русе и Велико Търново напускат партията.

### Избори за Европейски парламент (20 май 2007 г.)
ДСБ избира кандидатите си след консултации по места. Тяхната подредба в листите се определя на шест регионални събрания, в които участват всички членове на партията. На първо място е класиран временният евродепутат Константин Димитров, следван от народните представители Светослав Малинов и Иван Иванов. На изборите ДСБ получава 4,35% от гласовете и остава без представители в Европарламента.

### Местни избори (28 октомври и 4 ноември 2007 г.)
Това са първите национални местни избори, на които партията участва. Националното ръководство дава на местните организации широк мандат за коалиционна политика и в цялата страна ДСБ е във всевъзможни коалиции. От издигнатите от партията и спечелили изборите кандидати за общински кметове, членове на ДСБ са трима (петима с районните кметове в София) – това са кметът на град Левски Георги Караджов, кметицата на Симеоновград Милена Рангелова и кметицата на Мирково Цветанка Йотина. В София ДСБ създава, заедно със СДС коалиция наречена „Алианс за София“ и издига за кандидат за кмет Мартин Заимов. На изборите той става втори след Бойко Борисов, но до балотаж не се стига, тъй като опонентът му печели с над половината от гласовете още на първия тур. В изборите за районни кметове ДСБ печели на две места – в Лозенец с кандидат Прошко Прошков и в Средец с кандидат Маргарита Гутева. Като цяло ДСБ приема изборите за успешни и частично излиза от кризата след провала на предходните президентски и европейски избори. Партньорството със СДС се очертава като стратегически приоритет на партията.

## Резултати

### Резултати от избори за национален парламент (Народно събрание)
| Година | Гласове брой | Разлика  | Гласове % | Разлика % | Представители | Място в управлението        |
| ------ | ------------ | -------- | --------- | --------- | ------------- | --------------------------- |
| 2005   | 234 788      | -        | 6,44 %    | -         | 17            | Парламентарна опозиция      |
| 2013   | 103 638      | -131 150 | 2,93 %    | + 3,51 %  | 0             | Извънпарламентарна опозиция |

### Резултати от избори заЕвропейски парламент
| Година | Гласове брой | Разлика | Гласове % | Разлика % | Представители | Място в управлението        |
| ------ | ------------ | ------- | --------- | --------- | ------------- | --------------------------- |
| 2007   | 84 350       | -       | 4,35 %    | -         | 0             | Извънпарламентарна опозиция |

## Медийни скандали
През април 2019 г., след съвместно разследване на телевизия Европа и сайтът breaking.bg, е публикувана информация, че главният секретар на ДСБ Емил Мачиков е замесен в имотни измами. Емил Мачиков отговаря с писмо, че изнесеното е манипулация и клевета.